# Pepián (Perú)
El pepián en Perú es un guiso de maíz, tradicional en varias regiones peruanas cuya preparación varía según la localidad. Las primeras menciones datan de la época virreinal. 

## Etimología
El término podría venir de la locución quechua pipuyan que significa “ya se hace espeso” —según el diccionario de González Holguín (1608)—, siendo esta la característica principal de este plato. Por su parte la investigadora culinaria Aida Tam Fox teoriza sobre el término como un derivado de la voz pepa.

## Historia
El origen del pepián se remonta a las épocas prehispánicas. Según la investigadora Gloria Hinostroza, este guiso proviene del lawa, cuya elaboración era a base de maíz maduro.
Las primeras menciones del pepián en América, aparte de las de Guatemala, fueron realizadas por los españoles que llegaron tras la Conquista. Por ejemplo, el lexicógrafo Antonio de Alcedo menciona este plato, bajo el nombre de pipian, en su obra sobre americanismos, escrita a mitad del siglo XVIII, en donde refiere que también era preparado en Tierra Firme.
En 1797, Terralla y Landa, escritor y poeta español, menciona el pepián indicando que era una de las comidas del Perú servidas durante los convites:

Que ponen por primer plato

Un manjar muy estupendo, (...)

Que sacan pepián después.
Esteban Terralla y Landa

Pablo Macera recoge menciones en listas de comidas en internados y conventos de Lima, como el de Santa Clara, en las que consta que se usaba también el pepián con camarones, mas no se especifica cual es la base de su preparación.
El inglés W.B. Stevenson, que pasó por el Perú al final de la época virreinal y durante la Emancipación, describió que el pepián estaba hecho de arroz triturado y una especie de espesado con carne de puerco o de pavo y altamente sazonado con las cáscaras del ají verde. Otro viajero, el francés Max Radiguet, señaló en 1840 que el guiso era compuesto de arroz y pavo o gallina, cocida con ajos. Afirmó, sin embargo, que se podían aplicar otras carnes e inclusive pescados. 
Aún en el siglo XIX se hallan varias referencias al plato en la tradición norteña. Felipe Pardo y Aliaga también lo menciona en su obra teatral Frutos de la Educación. En 1872, Federico Flores Galindo escribió:

Y también al pepián de arroz con jeta

Tengo algún día que ofrecer un canto;

No ha de olvidar el arpa del poeta

De tan rico manjar el dulce encanto.

Si hoy no es plato de gala y etiqueta

Es que pasó la edad de saya y manto;

Pero hubo un tiempo en que el pepián se alzaba

y hasta la mesa del virrey llegaba.
Federico Flores Galindo

En 1890 Juana Manuela Gorriti incluyó una receta limeña de pepián de choclo en su libro gastronómico Cocina ecléctica.
Las descripciones en el siglo XX son más detalladas. El costumbrista peruano Ricardo Palma registra en 1903 Pepián.- El Diccionario bautiza con el nombre de ‘pipián’ al guiso americano que conocemos por ‘pepián’. También lo recoge en una de sus Tradiciones Peruanas, El latín de una limeña:

Tan a la orden del día anduvo la lengua del Lacio, que no solo había latín de Sacristía, sino latín de cocina; y buena prueba de ello es lo que se cuenta de un Papa que, fastidiado de la ‘polenta’ y de los ‘macarroni’, aventuróse un día a comer cierto plato de estas tierras de América, y tan sabroso hubo de parecerle a Su Santidad, que perdió la chaveta, y olvidándose del toscano, exclamó en latín: 'Beati indiani qui manducant pepiani'.
Ricardo Palma

En 1925 en su Diccionario de americanismos, Augusto Malaret lo define como un guiso de choclo con carne que se prepara tanto en Guatemala como en Perú. En 1938, Clemente Palma, escritor limeño, bajo el seudónimo de Juan Apapucio Corrales decía en sus Crónicas político-doméstico-taurinas que el pepián es un plato de la cocina criolla que se adereza con choclo molido, carne de cerdo, queso, huevos duros y aceitunas y mucho ají. Inclusive se desarrolla un dicho en aquel entonces: ponerse como un pepián, en alusión a lo picante del guiso y el color rojo enfurecido.
Carlos Camino Calderón, criollista lambayecano, anotó en 1942 en su novela El Daño que el pepián podía ser de arroz, de garbanzo y de choclo, y agrega que todo plato que se confeccionaba moliendo el grano o la menestra, se llama pepián en el norte. Ricardo Alcalde Mongrut menciona pepián de liza y de otros pescados.
En la Enciclopedia ilustrada del Perú Alberto Tauro del Pino ofrece una receta del pepián.

## Preparación y variantes

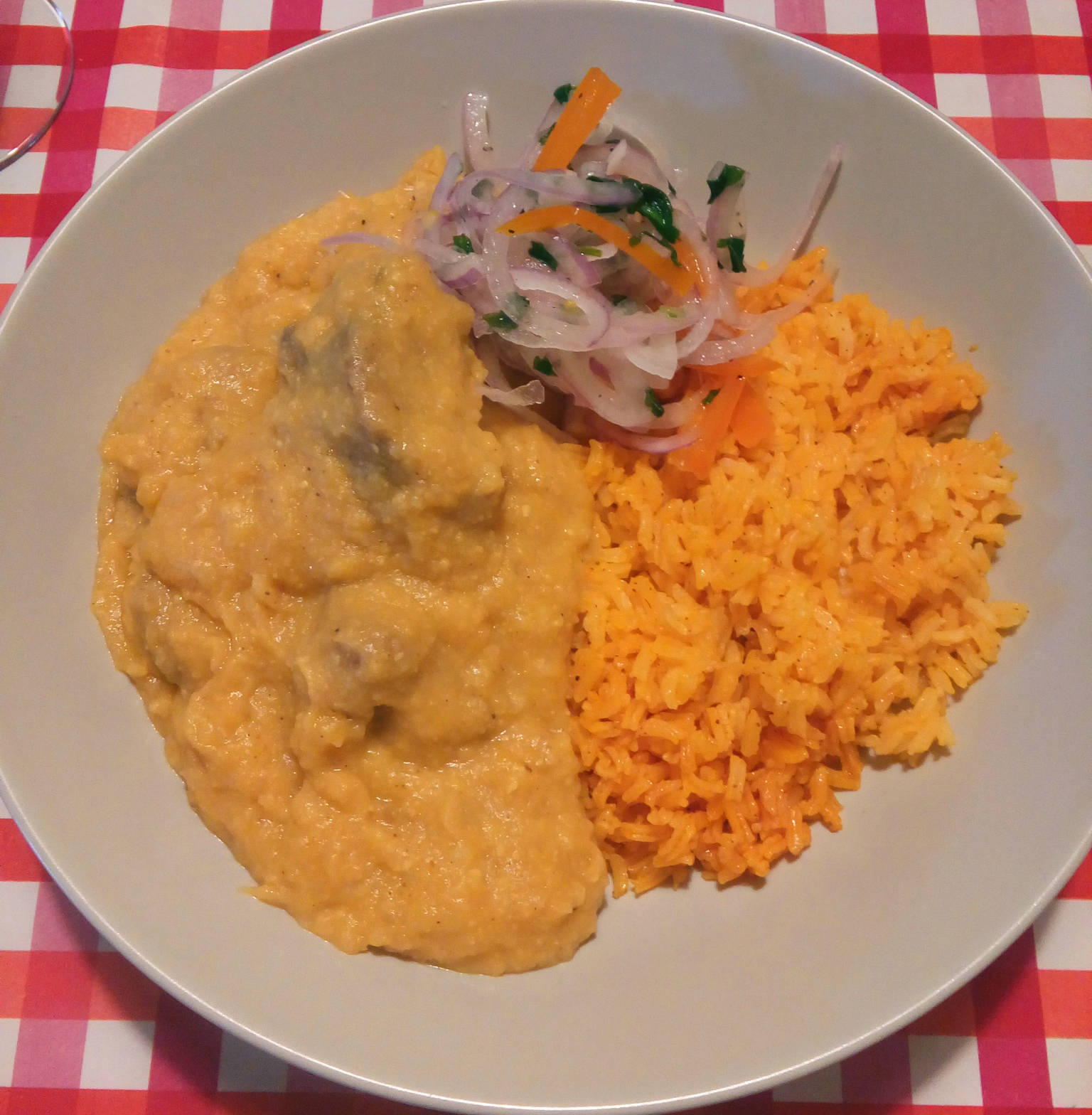
Pepián de choclo y carne acompañado de arroz amarillo y salsa criolla.

El pepián en el Perú guarda relación directa con las humitas. Al paso del tiempo ha sufrido variaciones y actualmente tiene distintas formas de preparación según diferentes regiones:
- En la costa de Lima se conoce como pepián de choclo,[24] en el cual el maíz es rallado o triturado, rehogado en manteca y condimentado con aderezo peruano, al cual se añade cerdo, pollo o pavo. Se puede reemplazar el choclo por arroz molido.[3]
- En la costa norte del país (departamentos de Lambayeque y La Libertad), donde es más típico, se sirve pepián de pavita o pepián de pavo[25][26] hecho de garbanzos triturados.[19][27][28] Se suele servir con salsa criolla y yuca cocida.[29] En Trujillo se conoce el pepián alorenzado, que se prepara con pescado frito.[17][30]
- En Arequipa es típico el pepián de harina de maíz y costilla de cordero.[2] Tradicionalmente se hacía de cuy.[31]
- En Cuzco se sirve un pepián con ají, cuy frito y papas.[2]
- En Catacaos se sirve con sarandaja (un tipo de frejol), culantro y carne con ají.[32][33]
- En las provincias norteñas de Cajamarca el pepián, también llamado pipián en esta región, viene a ser una sopa espesa hecha con alverja seca.[2][17]